# Canton de Saint-Seine-l'Abbaye
Le canton de Saint-Seine-l'Abbaye était une division administrative française située dans le département de la Côte-d'Or et la région Bourgogne-Franche-Comté.

## Géographie
Ce canton était organisé autour de Saint-Seine-l'Abbaye dans l'arrondissement de Dijon. Son altitude variait de 322 m (Frénois) à 597 m (Trouhaut) pour une altitude moyenne de 456 m.

## Histoire
De 1842 à 1848, les cantons de Sombernon et de Saint-Seine avaient le même conseiller général. Le nombre de conseillers généraux était limité à 30 par département.

## Représentation

### Conseillers généraux de 1833 à 2015
| Période | Période                  | Identité                         | Étiquette           | Qualité |
| ------- | ------------------------ | -------------------------------- | ------------------- | --- |
| 1833    | 1833 (démission)         | Augustin Bernard Rameau          |                     | Propriétaire à Trouhaut et à La Chaleur                                                                       |
| 1834    | 1836                     | Jules François Lebelin de Dionne |                     | Ancien officier d'infanterie, propriétaire à Trouhaut, conseiller d'arrondissement                            |
| 1836    | 1840                     | Claude Jean Marie Lévêque        |                     | Ancien Maire de Léry, domicilié à Dijon                                                                       |
| 1840    | 1845                     | Edme Jean Marie Matry            |                     | Avocat à Dijon                                                                                                |
| 1845    | 1848                     | Denis Mairet                     |                     | Notaire et Maire de Sombernon                                                                                 |
| 1848    | 1852                     | Adolphe Dufour                   |                     | Notaire à Saint-Seine-l'Abbaye                                                                                |
| 1852    | 1870                     | Edme Henry Matry                 |                     | Avocat à Dijon                                                                                                |
| 1870    | 1898                     | Henri Lévêque                    | Gauche républicaine | Avocat Adjoint au Maire de Dijon,conseiller d'arrondissement Député (1871-1893)                               |
| 1898    | 1900 (décès)             | Bénigne Frochot                  | Républicain         | Maire de Saint-Seine-l'Abbaye                                                                                 |
| 1900    | 1940                     | Georges Tainturier (1868-1943)   | Rad.ind.            | Médecin à Dijon                                                                                               |
|         |                          |                                  |                     | |
| 1943    | 28 décembre 1943 (décès) | Jacques, dit Adrien Renault      | Radical             | Vétérinaire Conseiller d'arrondissement, maire de Saint-Seine-l'Abbaye Nommé conseiller départemental en 1943 |
|         |                          |                                  |                     | |
| 1945    | 1955                     | Augustin dit Emile Chauchot      | RI                  | Agriculteur Maire de Lamargelle (1924-1941 et 1944-1945)                                                      |
| 1955    | 1992                     | Henri Métin                      | DVD                 | Vétérinaire Adjoint au Maire de Saint-Seine-l'Abbaye                                                          |
| 1992    | 2007 (décès)             | Christian Myon                   | UMP                 | Pharmacien Maire de Saint-Seine-l'Abbaye (1995-2007) Suppléant de François Sauvadet                           |
| 2007    | 2015                     | Catherine Louis                  | NC-UDI              | Maire de Val-Suzon                                                                                            |

### Conseillers d'arrondissement (de 1833 à 1940)
| Période                                  | Période      | Identité                                | Étiquette | Qualité |
| ---------------------------------------- | ------------ | --------------------------------------- | --------- | --- |
| 1833                                     | 1835         | Jules François Lebelin de Dionne        |           | Ancien officier, propriétaire à Trouhaut                                                                    |
| 1835                                     | 1845         | Helvétius Auguste Chaussier             |           | Propriétaire à Saint-Seine-l'Abbaye                                                                         |
| 1845                                     | 1848         | Claude Jean Marie Lévêque               |           | Propriétaire à Léry, ancien conseiller général                                                              |
| 1848                                     | 1861         | Bernard Lanier                          |           | Brasseur à Saint-Seine-l'Abbaye                                                                             |
| 1861                                     | 1871         | Henri Lévêque                           |           | Ancien Procureur de la République, avocat à Dijon                                                           |
| 1871                                     | 1877         | Antoine Philippe Lemoine                |           | Notaire à Saint-Seine-l'Abbaye                                                                              |
| 1877                                     | 1883         | Henri Antoine Tainturier (1826-1884)    |           | Docteur en médecine à Dijon                                                                                 |
| 1883                                     | 1901         | Jean-François Mony-Reffroignet          |           | Maire de Francheville                                                                                       |
| 1901                                     | 1926 (décès) | Léon Benoist (1863-1926)                |           | Médecin à Saint-Seine-l'Abbaye, maire de Francheville                                                       |
| mars 1926                                | 1940         | Jacques, dit Adrien Renault (1876-1943) | Radical   | Vétérinaire, maire de Saint-Seine-l'Abbaye                                                                  |
| 1940                                     |              |                                         |           | Les conseils d'arrondissement ont été suspendus par la loi du 12 octobre 1940 et n'ont jamais été réactivés |
| Les données manquantes sont à compléter. |              |                                         |           | |

## Composition
Le canton de Saint-Seine-l'Abbaye regroupait 20 communes :
| Communes             | Population (2012) | Code postal | Code Insee |
| -------------------- | ----------------- | ----------- | ---------- |
| Bligny-le-Sec        | 127               | 21440       | 21085      |
| Champagny            | 27                | 21440       | 21136      |
| Chanceaux            | 208               | 21440       | 21142      |
| Curtil-Saint-Seine   | 104               | 21380       | 21218      |
| Francheville         | 199               | 21440       | 21284      |
| Frénois              | 65                | 21120       | 21286      |
| Lamargelle           | 145               | 21440       | 21338      |
| Léry                 | 235               | 21440       | 21345      |
| Panges               | 74                | 21540       | 21477      |
| Pellerey             | 103               | 21440       | 21479      |
| Poiseul-la-Grange    | 70                | 21440       | 21489      |
| Poncey-sur-l'Ignon   | 81                | 21440       | 21494      |
| Saint-Martin-du-Mont | 407               | 21440       | 21561      |
| Saint-Seine-l'Abbaye | 355               | 21440       | 21573      |
| Saussy               | 104               | 21380       | 21589      |
| Trouhaut             | 125               | 21440       | 21646      |
| Turcey               | 171               | 21540       | 21648      |
| Val-Suzon            | 180               | 21121       | 21651      |
| Vaux-Saules          | 133               | 21440       | 21659      |
| Villotte-Saint-Seine | 74                | 21690       | 21705      |

## Démographie
| 1962  | 1968  | 1975  | 1982  | 1990  | 1999  | 2006  | 2011  | 2012  |
| ----- | ----- | ----- | ----- | ----- | ----- | ----- | ----- | ----- |
| 3 071 | 3 254 | 2 888 | 2 833 | 2 893 | 2 934 | 3 109 | 3 181 | 3 174 |